# 英国工业演进史
《英国工业演进史》（英語：Britain's Greatest Machines with Chris Barrie）是一个国家地理频道制作的纪录片系列，展示了19世纪到20世纪英国在工业上的各项发明突破，由Chris Barrie主持。

## 剧集列表

### 第一季
1，30年代: 战争之路 1930s: The Road to War
DH-89运输机、Sentinel steam-powered lorry, Morris Eight小型汽车、珀西·肖发明的猫眼、当时世界上最快的A4型蒸汽機車、Mk.III巡航坦克、十字軍坦克, Supermarine S.6B水上飞机和噴火戰鬥機。
2，50年代: 世界新秩序 1950s: A New World Order
AEC Routemaster双层公交车、英國鐵路55型柴電機車、卓瑞爾河岸天文台的射电望远镜、阿弗罗火神式轰炸机、哈維蘭彗星型喷气式客机和路虎四驱车。
3，60年代: 设计革命 1960s: Revolution by Design
Mini Cooper经济型轿车、英國電信塔、利蘭货车、福特全顺厢型车、氣墊船和捷豹E-Type跑车。
4，80年代: 迎接未来 1980s: The Future Has Landed
德羅寧跑车、Sinclair ZX Spectrum个人电脑、Sinclair C5电动车、韦斯特兰山猫直升机、FV-107 彎刀裝甲偵查車、Lotus Esprit跑车和福特Sierra车系。

### 第二季
1，10年代: 胜利和悲剧 1910s: Triumph and Tragedy
利蘭公交车、摩根汽車、Middlesbrough Transporter Bridge, Aveling and Porter steamroller, 泰坦尼克号、无线电报、維克斯機槍、Mark IV坦克与Mark V坦克和维克斯-维梅轰炸机
2，20年代: 速度决胜负 1920s: The Engine-Roaring Twenties
Brooklands Race Track、賓利3升跑车、ATCO Standard割草机、Scammell Pioneer货车、Gilbert & Barker T8加油機, Brough Superior摩托车、DH-60轻型飞机和R101飞艇。
3，40年代: 战争新发明 1940s: War - Mother of Invention
British Power Boat rescue launch, Jowett消防泵、Austin K2消防车、David Brown VAK 1 tractor, 雷达、Daimler Scout Car装甲车、格罗斯特流星战斗机、馬丁貝克的弹射座椅和阿斯顿·马丁DB2跑车。
4，铁路先锋 Trains: The Steam Pioneers
理查·特里維西克的蒸汽车头（1802年）、London Steam Carriage蒸汽动力的公路机车（1802年），機車一號火车头（1825年），Timothy Hackworth的Sans Pareil火车头、John Ericsson和John Braithwaite's的Novelty火车头以及史蒂芬生的火箭號火车头（三者都出现于1829年），利物浦和曼徹斯特鐵路（1830年）和Planet火车头（1930年）。